# یانگز کورنر (ایندیانا)
یانگز کورنر (به انگلیسی: Youngs Corner) یک منطقهٔ مسکونی در ایالات متحده آمریکا است که در شهرستان فرانکلین، ایندیانا واقع شده‌است. یانگز کورنر ۲۹۶٫۸۸ متر بالاتر از سطح دریا واقع شده‌است.